# Lijst van burgemeesters van Zaandijk
Dit is een lijst van burgemeesters van de voormalige Nederlandse gemeente Zaandijk in de provincie Noord-Holland van 1811 tot 1974. Op 1 januari 1974 ging de gemeente Zaandijk op in de gemeente Zaanstad.
| Ambtsperiode | Naam burgemeester                   | Partij of stroming | Bijzonderheden                  |
| ------------ | ----------------------------------- | ------------------ | ------------------------------- |
| 1811-1813    | Dirk Corneliszoon IJf               |                    | maire                           |
| 1813-1825    | Jan Koning                          |                    | maire                           |
| 1825-1850    | D. Donker                           |                    |                                 |
| 1850-1867    | Dirk Vis                            |                    |                                 |
| 1867-1870    | Jacob Honig Janszoon Junior         |                    | overleden 14-11-1870            |
| 1871-1872    | J. Rems                             |                    |                                 |
| 1872-1872    | L.G. Vernee                         |                    |                                 |
| 1872-1890    | Andries Smit Gzn                    |                    | overleden 26-01-1890            |
| 1890-1901    | Pieter Karel Paul Julius van Sloten |                    |                                 |
| 1901-1909    | P.A. van Wijngaarden                |                    |                                 |
| 1909-1934    | Dirk Jan Jacob Hellema              |                    | was burgemeester van Grootegast |
| 1935-1944    | A.H. van Gelderen                   |                    |                                 |
| 1944-1945    | P.S. Volkers                        |                    | ontslagen op 11 mei 1945;       |
| 1946-1965    | A.H. van Gelderen                   |                    |                                 |
| 1965-1971    | Gosse Oosterbaan                    | PvdA               | werd burgemeester van Krommenie |
| 1971-1973    | Riekelt (R.) Bakker                 | ARP                | waarnemend                      |